# Mestský Športový Klub Žilina
MŠK Žilina é uma equipe eslovaca de futebol com sede na cidade de Žilina. Disputa a primeira divisão da Eslováquia (é o atual campeão), e no ano de 2009 conseguiu uma vaga na edição 2010/11 da Liga dos Campeões da UEFA, se tornando o segundo clube eslovaco a se classificar desde a independência do país, em 1993 (o primeiro foi o Artmedia Bratislava).
Seus jogos são mandados no Stadium Pod Dubňom, que possui capacidade para 11.258 espectadores.

## Títulos
- Fortuna Liga (Primeira Divisão Eslovaca) (1993 - presente)
  - Campeão (7): 2001-02, 2002-03, 2003-04, 2006-07, 2009-10, 2011-12, 2016-17
  - Vices (4): 2004-05, 2007-08, 2008-09, 2014-15

- Zväzové majstrovstvá Slovenska (Liga da Eslováquia) (1925 - 1933)
  - Campeão (2): 1928, 1929

## Elenco atual
Atualizado em 23 de Julho de 2017
Nota: Bandeiras indicam equipe nacional, conforme definido pelas regras de elegibilidade da FIFA. Os jogadores podem ter mais de uma nacionalidade não-FIFA.
| N.º |            | Posição | Jogador         |
| --- | ---------- | ------- | --------------- |
| 1   | Eslováquia | G       | Miloš Volešák   |
| 30  | Chéquia    | G       | Aleš Mandous    |
| 33  | Eslováquia | G       | Martin Leško    |
| 27  | Eslováquia | D       | Róbert Mazáň    |
| 3   | Eslováquia | D       | Denis Vavro     |
| 16  | Eslováquia | D       | Dávid Hancko    |
| 25  | Chéquia    | D       | Filip Kaša      |
| 14  | Eslováquia | D       | Jakub Holúbek   |
| 39  | Eslováquia | D       | Juraj Chvátal   |
| 24  | Eslováquia | D       | Martin Králik   |
| 12  | Eslováquia | M       | Viktor Pečovský |
| 20  | Eslováquia | M       | Michal Škvarka  |
| 7   | Moldávia   | M       | Eugeniu Cociuc  |

| N.º |            | Posição | Jogador             |
| --- | ---------- | ------- | ------------------- |
| 66  | Eslováquia | M       | Miroslav Káčer      |
| 23  | Eslováquia | M       | Michal Klec         |
| 15  | Eslováquia | M       | Kristián Vallo      |
| 9   | Argentina  | M       | Ivan Santiago Diaz  |
| 21  | Eslováquia | A       | Róbert Polievka     |
| 10  | Eslováquia | A       | Nikolas Špalek      |
| 8   | Eslováquia | A       | Lukáš Jánošík       |
| 11  | Eslováquia | A       | Samuel Mráz         |
| 34  | Nigéria    | A       | Yusuf Otubanjo      |
| 29  | Lituânia   | A       | Eligijus Jankauskas |
| 19  | Eslováquia | A       | Roland Gerebenits   |
| 90  | Azerbaijão | A       | Ramil Sheidaev      |